# Den talende kuffert
Den talende kuffert er en dansk kortfilm fra 2011 skrevet og instrueret af Anders Walter.

## Handling
Den 10-årige dreng Atlas er på en mission. Han har sat sig for at nå toppen af Vor Frelser Kirkes snoede tårn med en stor og gammel kuffert i favnen. I kufferten ligger hans lillesøster, som han er godt og grundigt træt af. Netop som han skal til at træffe en drastisk beslutning, møder han kirketårnets klokker.

## Medvirkende
- Toke Lars Bjarke - Atlas
- Clara Algren - Lillesøster
- Jesper Milsted - Klokkeren